# Norman Morrell
Norman Morrell (ur. 17 lipca 1912 w Bradford, zm. 21 grudnia 2000 tamże) – brytyjski zapaśnik walczący w obu stylach. Olimpijczyk z Berlina 1936, gdzie odpadł w eliminacjach w kategorii 61 kg.
Czterokrotny mistrz kraju w: 1933, 1934, 1935, 1936 (63 kg).
- Turniej w Berlinie 1936 – styl klasyczny

Przegrał z Francuzem Eugène Kracherem i Niemcem Sebastianem Heringiem.
- Turniej w Berlinie 1936 – styl wolny

Pokonał Niemca Josefa Böcka, a przegrał z Amerykaninem Francisem Millardem i Marco Gavellim z Włoch.